# Sons of the North Woods
Pour plus de détails, voir Fiche technique et Distribution.
Sons of the North Woods est un film muet américain réalisé par Frank Beal et sorti en 1912.

## Fiche technique
- Titre : Sons of the North Woods
- Réalisation : Frank Beal
- Scénario : William V. Mong
- Producteur :  William Selig
- Société de production : Selig Polyscope Company
- Société de distribution : General Film Company
- Pays d'origine :  États-Unis
- Langue : Anglais
- Format : Noir et blanc — 35 mm — 1,33:1 — Muet
- Genre : Film d'aventure
- Durée : 10 minutes
- Date de sortie : 
  -  États-Unis : 25 mars 1912

## Distribution
- Charles Clary : Baptiste
- Lester Cuneo : Hank Peters
- Frank Weed
- Kathlyn Williams : Janie MacKisson
- William Stowell
- Thomas Persons